# Гьонен (ільче)
Гьонен (тур. Gönen) — ільче (округ) у складі ілу Баликесір на заході Туреччини. Адміністративний центр — місто Гьонен.

## Склад
До складу ільче (округу) входить 4 буджаки (райони) та 91 населений пункт (2 міста та 89 сіл):
| Поселення | Площа, км² | Населення, осіб (2010) | Центр    | Населені пункти |
| --------- | ---------- | ---------------------- | -------- | --------------- |
| Бугдайли  | -          | 2829                   | Бугдайли | 7               |
| Гьонен    | -          | 57478                  | Гьонен   | 51              |
| Сарикьой  | -          | 10915                  | Сарикьой | 19              |
| Тютюнджю  | -          | 2185                   | Тютюнджю | 14              |

### Найбільші населені пункти
| №  | Населений пункт | Населення, осіб (2010) |
| -- | --------------- | ---------------------- |
| 1  | Гьонен          | 43 802                 |
| 2  | Сарикьой        | 4 870                  |
| 3  | Хасанбей        | 1 620                  |
| 4  | Гюндоган        | 1 618                  |
| 5  | Тузакчи         | 1 295                  |
| 6  | Хафизхюсеїнбей  | 897                    |
| 7  | Пашачіфтлік     | 744                    |
| 8  | Бугдайли        | 741                    |
| 9  | Бостанджи       | 730                    |
| 10 | Асмалидере      | 624                    |